# Ívdel
Ívdel - Ивдель (rus) - és una ciutat de l'óblast de Sverdlovsk, a Rússia. Es troba al nord dels Urals, al sud del riu Ívdel, a 535 km al nord de Iekaterinburg.

## Història
Lozvinski gorodok fou la primera fortalesa construïda pels russos a l'est dels Urals. Construïda a la vora del riu Ívdel el 1589, fou el centre de les mines d'or i s'anomenà Nikito-Ívdel. El 1831 s'anomenà Ívdel. Aconseguí l'estatus de ciutat el 1943.